# میرزاد مهانوویچ
میرزاد میهانوویچ (انگلیسی: Mirzad Mehanović؛ زادهٔ ۵ ژانویهٔ ۱۹۹۳) بازیکن فوتبال اهل بوسنی و هرزگوین است که در حال حاضر برای مس رفسنجان در پست هافبک بازی می‌کند.
از باشگاه‌هایی که در آن بازی کرده است می‌توان به ملادا بولسلاف و ژلزیارنه پودبرزووا اشاره کرد.
وی همچنین در تیم‌های ملی فوتبال زیر ۱۵ سال زیر ۱۷ سال و زیر ۱۸ سال بوسنی و هرزگوین بازی کرده است.

## دوران باشگاهی
میهانوویچ نخستین بازی خود در فورتونا لیگا را برای ژلزیارنه پودبرزووا برابر ترنتسین در ۲۵ ژوئیهٔ ۲۰۱۵ انجام داد.
در اوت ۲۰۱۷، او با فاستاو زلین قرارداد امضا کرد. در تابستان ۲۰۱۸، میهانوویچ به صورت قرضی به اورداباسی در قزاقستان پیوست و تا پایان سال ۲۰۱۹ در آن تیم بازی کرد. قرارداد او با اورداباسی در فوریهٔ ۲۰۲۰ دائمی شد.
در ۱۲ ژوئیهٔ ۲۰۲۱، میهانوویچ اورداباسی را ترک کرد و در ۲۱ ژوئیه با قراردادی سه‌ساله به لیگ برتر بوسنی و هرزگوین و توزلا سیتی پیوست.
در ۲۱ اوت ۲۰۲۲، میهانوویچ به دسته اول عربستان و الشعله پیوست.